# Friedersdorf (Pressig)
Friedersdorf ist ein Gemeindeteil des Marktes Pressig im Landkreis Kronach (Oberfranken, Bayern).

## Geografie
Das Dorf liegt am Kleinen Buchbach, einem rechten Zufluss des Buchbaches, und ist von Acker- und Grünland umgeben. Im Norden befindet sich der Hohberg (572 m ü. NHN), im Westen der Steinberg (603 m ü. NHN). Eine Gemeindeverbindungsstraße führt zur Kreisstraße KC 9 bei Rothenkirchen (0,9 km südöstlich). Ein Anliegerweg verbindet mit Friedersdorfermühle (0,4 km südöstlich).

## Geschichte
Der Ort wurde 1195 erstmals urkundlich erwähnt.
Gegen Ende des 18. Jahrhunderts bildete Friedersdorf mit Friedersdorfermühle eine Realgemeinde, bestehend aus 27 Anwesen (9 Güter, 9 halbe Güter, 3 Sölden, 1 Söldengut, 3 Tropfhäuser, 1 Mahlmühle, 1 Gemeindehirtenhaus und 1 Bräuhaus). Das Hochgericht übte das bambergische Centamt Kronach aus. Die Dorf- und Gemeindeherrschaft hatte das Vogteiamt Kronach. Das Kastenamt Teuschnitz hatte die Grundherrschaft über alle Anwesen.
Infolge der Säkularisation kam der Ort 1803 zu Bayern. Mit dem Ersten Gemeindeedikt wurde 1808 der Steuerdistrikt Friedersdorf gebildet, zu der Friedersdorfermühle gehörte. Mit dem Zweiten Gemeindeedikt entstand 1818 die Ruralgemeinde Friedersdorf, die deckungsgleich mit dem Steuerdistrikt war. Sie war in Verwaltung und Gerichtsbarkeit dem Landgericht Teuschnitz zugeordnet und in der Finanzverwaltung dem Rentamt Rothenkirchen (1919 in Finanzamt Rothenkirchen umbenannt). 1837 wurde Friedersdorf dem Landgericht Ludwigsstadt zugewiesen. Von 1862 bis 1880 und von 1888 bis 1931 gehörte Friedersdorf zum Bezirksamt Teuschnitz, von 1880 bis 1888 und ab 1931 zum Bezirksamt Kronach (1939 in Landkreis Kronach umbenannt). Die Gerichtsbarkeit blieb beim Landgericht Ludwigsstadt (1879 in Amtsgericht Ludwigsstadt umbenannt, das 1956 eine Zweigstelle des Amtsgerichts Kronach wurde). Die Finanzverwaltung übernahm 1929 das Finanzamt Kronach. Die Gemeinde hatte ursprünglich eine Fläche von 5,071 km², die sich durch die Umgemeindung von Rauschenberg auf 5,021 km² verringerte.
Am 1. Mai 1978 wurde Friedersdorf im Zuge der Gebietsreform in Bayern nach Pressig eingemeindet.

### Baudenkmäler
- Haus Nr. 01: Wohnstallhaus
- Haus Nr. 24: Wohnhaus
- Haus Nr. 25: Wohnstallhaus
- Haus Nr. 42: katholische Kapelle
- Ein Bildstock
- Drei Wegkreuze
- Fünf Grenzsteine
- Ein Grenzgraben

Die folgenden Häuser listete Tilmann Breuer in dem Buch Landkreis Kronach von 1964 mit ihren ursprünglichen Hausnummern als Kunstdenkmale auf. Sie werden in der Denkmalschutzliste nicht geführt, da sie entweder nicht aufgenommen, abgebrochen oder stark verändert wurden.
- Haus Nr. 09: Eingeschossiger Wohnstallbau mit Satteldach, 17. Jahrhundert, Blockbau, der Wohnteil ist verschiefert. Am Sturz der rückwärtigen Tür befindet sich ein gedrückter Kielbogen.[10]
- Haus Nr. 12: Eingeschossiger Wohnstallbau mit Satteldach, 18. Jahrhundert, Blockbau, der Wohnteil ist verschiefert. Auf der Hofseite sind profilierte Balkenköpfe, über der profiliert gerahmten Stalltür befindet sich ein Marienmonogramm.[10]
- Haus Nr. 18: Eingeschossiger Wohnstallbau mit Satteldach, 18. Jahrhundert, verschieferter Blockbau mit Resten dekorativer Bemalung des 19. Jahrhunderts.[10]
- Haus Nr. 19: Eingeschossiger Wohnstallbau mit Satteldach, 18. Jahrhundert, die Umfassungsmauern wurden massiv erneuert, der Stall ist ein Blockbau, auf der Hofseite sind profilierte Balkenköpfe. Zugehöriger Stadel, Holzbau, am Verschluss des Tores steht die Bezeichnung „1831“. – Erdkeller, das Untergeschoss besteht aus Bruchsteinen, das Obergeschoss aus Fachwerk; der Scheitelstein des Türsturzes ist mit „1834“ bezeichnet.[10]

### Einwohnerentwicklung

#### Gemeinde Friedersdorf
| Jahr      | 1840   | 1852   | 1855   | 1861   | 1867   | 1871   | 1875   | 1880   | 1885   | 1890   | 1895   | 1900   | 1905   | 1910   | 1919   | 1925   | 1933   | 1939   | 1946   | 1950  | 1952   | 1961  | 1970   |
| Einwohner | 172    | 184    | 191    | 194    | 204    | 242    | 213    | 220    | 202    | 185    | 181    | 175    | 192    | 200    | 198    | 213    | 200    | 183    | 243    | 258   | 264    | 248   | 221    |
| Häuser    |        |        |        |        |        | 31     |        |        | 31     | 30     |        | 29     |        |        |        | 36     |        |        |        | 36    |        | 46    |        |
| Quelle    | [ 12 ] | [ 12 ] | [ 12 ] | [ 13 ] | [ 14 ] | [ 15 ] | [ 16 ] | [ 17 ] | [ 18 ] | [ 19 ] | [ 12 ] | [ 20 ] | [ 12 ] | [ 21 ] | [ 12 ] | [ 22 ] | [ 23 ] | [ 23 ] | [ 23 ] | [ 7 ] | [ 23 ] | [ 8 ] | [ 24 ] |

#### Ort Friedersdorf
| Jahr      | 001818 | 001861 | 001871 | 001885 | 001900 | 001925 | 001950 | 001961 | 001970 | 001987 | 002018 | 002020 |
| Einwohner | 158 *  | 194 *  | 236    | 197    | 173    | 212    | 252    | 240    | 217    | 200    | 203 *  | 204 *  |
| Häuser    | 26 *   |        |        | 29     | 28     | 35     | 35     | 49     |        | 62     |        |        |
| Quelle    | [ 6 ]  | [ 13 ] | [ 15 ] | [ 18 ] | [ 20 ] | [ 22 ] | [ 7 ]  | [ 8 ]  | [ 24 ] | [ 25 ] | [ 26 ] | [ 1 ]  |

## Religion
Der Ort ist römisch-katholisch geprägt und nach St. Bartholomäus in Rothenkirchen gepfarrt.